# Hiram Bithorn
Hiram Gabriel Bithorn Sosa (San Juan, 18 de marzo de 1916-Ciudad Victoria, 29 de diciembre de 1951) fue un exlanzador de béisbol de Puerto Rico que jugó en las ligas de béisbol de Puerto Rico y México,  y también las Grandes Ligas de Béisbol de los Estados Unidos. Se convirtió el primer puertorriqueño en jugar en las Grandes Ligas de béisbol de los Estados Unidos cuando debutó en 1942.[cita requerida]

## Trayectoria deportiva
Jugó para los Chicago Cubs y cuando tenía 22 años se hizo el entrenador más joven en la historia del béisbol puertorriqueño.
El 30 de septiembre de 1941, Bithorn fue elegido en el draft por Chicago Cubs. Ganó nueve partidos y perdió catorce en la temporada de 1942, su primera. En su segunda temporada, Bithorn fue uno de los mejores lanzadores en las Grandes Ligas; logró dieciocho victorias, doce derrotas y una buena efectividad de 2.60. Lanzó siete blanquedas también, la mayor cantidad en la Liga Nacional en 1942.
Después de su segunda temporada, luchó en la armada de los EE. UU. en la Segunda Guerra Mundial y no jugó en 1944 ni 1945. Cuando volvió  a las Ligas Grandes, no había podido  repetir su segunda temporada buenísima. Un brazo dolorido terminó su carrera profesional.

## Años más tarde y muerte
Bithorn intentó lanzar otra vez pocos años más tarde en la liga de México. El 28 de diciembre de 1951, el agente de la policía Ambrosio Castillo Cano lo hirió gravemente de un disparo. Murió el día siguiente en el hospital de Ciudad Victoria.
El estadio de béisbol más grande en todo el Puerto Rico fue nombrado en su honor Estadio Hiram Bithorn en 1962. En las temporadas de 2003 y 2004, Montreal Expos jugó 22 partidos en el Estadio Hiram Bithorn.